# Bettina Schöpf
Bettina Schöpf (Zams, 1979) es una deportista austríaca que compitió en escalada. Ganó una medalla de oro en el Campeonato Europeo de Escalada de 2004, en la prueba de dificultad.

## Palmarés internacional
| Campeonato Europeo | Campeonato Europeo | Campeonato Europeo | Campeonato Europeo |
| Año                | Lugar              | Medalla            | Prueba             |
| ------------------ | ------------------ | ------------------ | ------------------ |
| 2004               | Lecco (Italia)     | Medalla de oro     | Dificultad         |